# Завереници (представа)
Завереници је позоришна представа коју је режирао Михаило Тошић према комаду Радета Павелкића.
Премијерно приказивање било је 19. марта 1964. године у позоришту ДАДОВ.

## Улоге
| Лица                  | Глумци             |
| --------------------- | ------------------ |
| Ранка Ступар          | Зорица Јовановић   |
| Вук Николић           | Момчило Баљак      |
| Вукоје                | Владимир Путник    |
| Беба                  | Јелена Јовановић   |
| Лела                  | Нада Томић         |
| Зора                  | Слободанка Јовичић |
| Обрад                 | Михаило Тошић      |
| Репортер војног листа | Мијалко Максимовић |